# Gemma Frisius
Gemma Frisius (rodným jménem Jemme Reinerszoon; 9. prosince 1508 Dokkum – 25. května 1555 Lovaň) byl nizozemský lékař, matematik a kartograf. Vytvořil důležité glóby a aplikoval matematiku novými způsoby na zeměměřictví a navigaci. V roce 1533 poprvé popsal metodu triangulace, která se dodnes používá v zeměměřictví. V roce 1553 jako první popsal, jak mohou být přesné hodiny použity k určení zeměpisné délky (tento teoretický koncept však mohl být použit až o dvě století později, když John Harrison vytvořil dostatečně přesné hodiny). Zdokonalil několik přístrojů, včetně Jakubovy hole, astrolábu a astronomických prstenců. Spolu s Gerardem Mercatorem a Abrahamem Orteliem je často považován za jednoho ze zakladatelů nizozemské kartografické školy. Mercator byl jeho žák, k jeho dalším žákům patřili John Dee, Andreas Vesalius a Rembert Dodoens. Byl spjat s univerzitou v Lovani, kde vystudoval lékařství, a pak tam po zbytek života učil medicínu, matematiku, astronomii a geografii. Zemřel na ledvinové kameny ve věku 46 let. V jeho práci pokračoval jeho nejstarší syn Cornelius Gemma.